# 15 Pułk Piechoty (LWP)
15 pułk piechoty (15 pp) – oddział piechoty ludowego Wojska Polskiego.
Pułk sformowany został we wsi Małe Koszaryszcze w rejonie Żytomierza na podstawie rozkazu Nr 0130 dowódcy 1 Armii Polskiej w ZSRR z 5 lipca 1944, w oparciu o sowiecki etat Nr 04/501 pułku strzeleckiego. Oddział wchodził w skład 5 Saskiej Dywizji Piechoty z 2 Armii WP.

## Walki
Od chwili sformowania do zakończenia wojny pułk walczył w składzie 5 Dywizji Piechoty.
W czasie przemarszu pułku na front z jego składu wyłączono 1 i 2 batalion piechoty. W walkach nad Nysą Łużycką pułk bił się siłami 3 bp oraz pododdziałów specjalnych, tocząc najcięższe walki pod Kamenz. Jego 1 i 2 bp w drugiej fazie operacji zostały podporządkowane dowódcy 13 pp i w składzie tego pułku stoczyły walki o przełamanie niemieckiego oporu nad rz. Schwarzer Schöps. Walczący samodzielnie w obronie 15 pp, 24 kwietnia 1945 odpoczywał. Oprócz 9 Dywizji, były to jedynie wojska ze zgrupowania uderzeniowego 2 Armii WP pozostające pod Dreznem. 25 i 26 kwietnia przed frontem pułku również było spokojnie. 26 kwietnia pułk otrzymał rozkaz o przejściu 5 DP do odwodu armii. Po południu wyruszył trasą: Laske - Rolbitz - Eutrich i wieczorem doszedł do przedmieść Konigswarthy. Tam po raz pierwszy w walkach na Łużycach połączyły się wszystkie grupy 15 pp. Podczas operacji praskiej, działał w pierwszym rzucie dywizji i ścigał nieprzyjaciela wzdłuż skalistych wąwozów w pobliżu przełomu Łaby. Szlak bojowy zakończył pod Rychnov.
|  |  |  |  |

|  |  |

## Żołnierze pułku
Dowódcy pułku
- płk Stanisław Rozciecha
- ppłk Wasyl Humeniuk (od VII 1944[5])
- mjr Jerzy Wilczyński (od X 1946[5])
- ppłk Walerian Kuczyński (od VII 1947[5])
- mjr Zdzisław Bobecki (V 1948[5] - IV 1950)
- ppłk Zygmunt Stawski (był w 1956)[6]

Odznaczeni Srebrnym Krzyżem Orderu Virtuti Militari
1. chor. Klemens Bielawski
2. ppor. Józef Mącik
3. płk Stanisław Rozciecha

## Skład etatowy
dowództwo i sztab
- 3 bataliony piechoty
- kompanie: dwie fizylierów, przeciwpancerna, rusznic ppanc, łączności, sanitarna, transportowa
- baterie: działek 45 mm, dział 76 mm, moździerzy 120 mm
- plutony: zwiadu konnego, zwiadu pieszego, saperów, obrony pchem, żandarmerii

Razem:
żołnierzy 2915 (w tym oficerów - 276, podoficerów 872, szeregowców - 1765).
Sprzęt:
162 rkm, 54 ckm, 66 rusznic ppanc, 12 armat ppanc 45 mm, 4 armaty 76 mm, 18 moździerzy 50 mm, 27 moździerzy 82 mm, 8 moździerzy 120 mm

## Okres powojenny

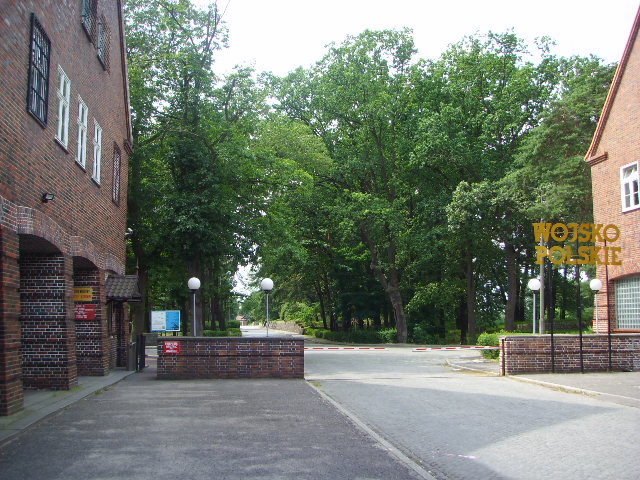
Koszary w Skwierzynie

Rozkaz dowódcy 2 Armii WP Nr 17 z 19 maja 1945 nakazywał 5 Dywizji Piechoty, z dniem 20 maja 1945, przystąpić do obsadzenia granicy państwowej. 15 Pułk Piechoty obsadził odcinek od Szumiłowa do Orzechowa. Sztab rozmieścił się w Barwicy (Mieszkowice).
Po przekazaniu odcinka granicy oddziałom WOP, pułk przedyslokowany został do Skwierzyny.
7 czerwca, 1946 pułk skierowany został w rejon Bielska Podlaskiego. Bataliony pełniły tam służbę ochronną w okresie tzw. "referendum". Rozmieszczono je w Boćkach, Ciechanowcu, Siemiatyczach i Drohiczynie; sztab pułku stacjonował w Bielsku Podlaskim. 18 lipca pułk zakończył służbę i odjechał transportem kolejowym do Skwierzyny.
9 maja 1948 15 Pułk Piechoty otrzymał sztandar wojskowy.
W wykonaniu rozkazu Ministra Obrony Narodowej nr 0045/org. z 17 maja 1951, 15 pułk piechoty w terminie do 1 grudnia 1951 przeformowany został na etat nr 2/120 o stanie 1974 wojskowych i 35 kontraktowych.
W 1952, będąc w składzie 2 KA, stacjonował w Skwierzynie.
Rozkaz MON Nr 0025/Org. z 2 kwietnia 1957 rozformowywał 5 Dywizję Piechoty, w tym także 15 pułk piechoty.